# László Fábián (kanovaarder)
László Fábián (Boedapest 10 juli 1936) is een Hongaars kanovaarder. 
Fábián won tijdens de Olympische Zomerspelen 1956 in het Australische Melbourne samen met János Urányi de gouden medaille in de K-2 10.000m, dit waren de laatste spelen waarbij dit onderdeel op het programma stond.
Twee jaar later werd Fábián wederom samen met Urányi wereldkampioen in de K-2 10.000m. Vijf later in het Joegoslavische Jajce werd Fábián wereldkampioen in de K-2 en K-4 10.000 meter. Drie jaar later prolongeerde Fábián zijn wereldtitel op de K-2 10.000 meter.

## Belangrijkste resultaten

### Olympische Zomerspelen
| Editie | Plaats    | Resultaten  |
| ------ | --------- | ----------- |
| 1956   | Melbourne | K-2 10.000m |

### Wereldkampioenschappen vlakwater
| Jaar | Plaats       | Resultaten                |
| ---- | ------------ | ------------------------- |
| 1958 | Praag        | K-2 10.000m               |
| 1963 | Jajce        | K-2 10.000m · K-4 10.000m |
| 1966 | Oost-Berlijn | K-2 10.000m · K-4 10.000m |

1936: Ludwig Landen & Paul Wevers ·
1948: Gunnar Åkerlund & Hans Wetterström ·
1952: Yrjö Hietanen & Kurt Wires ·
1956: László Fábián & János Urányi